# Åneby
Åneby is een plaats in de Noorse gemeente Nittedal, fylke Akershus. Åneby telt 1373 inwoners (2007) en heeft een oppervlakte van 0,71 km².